# Península Bellarine

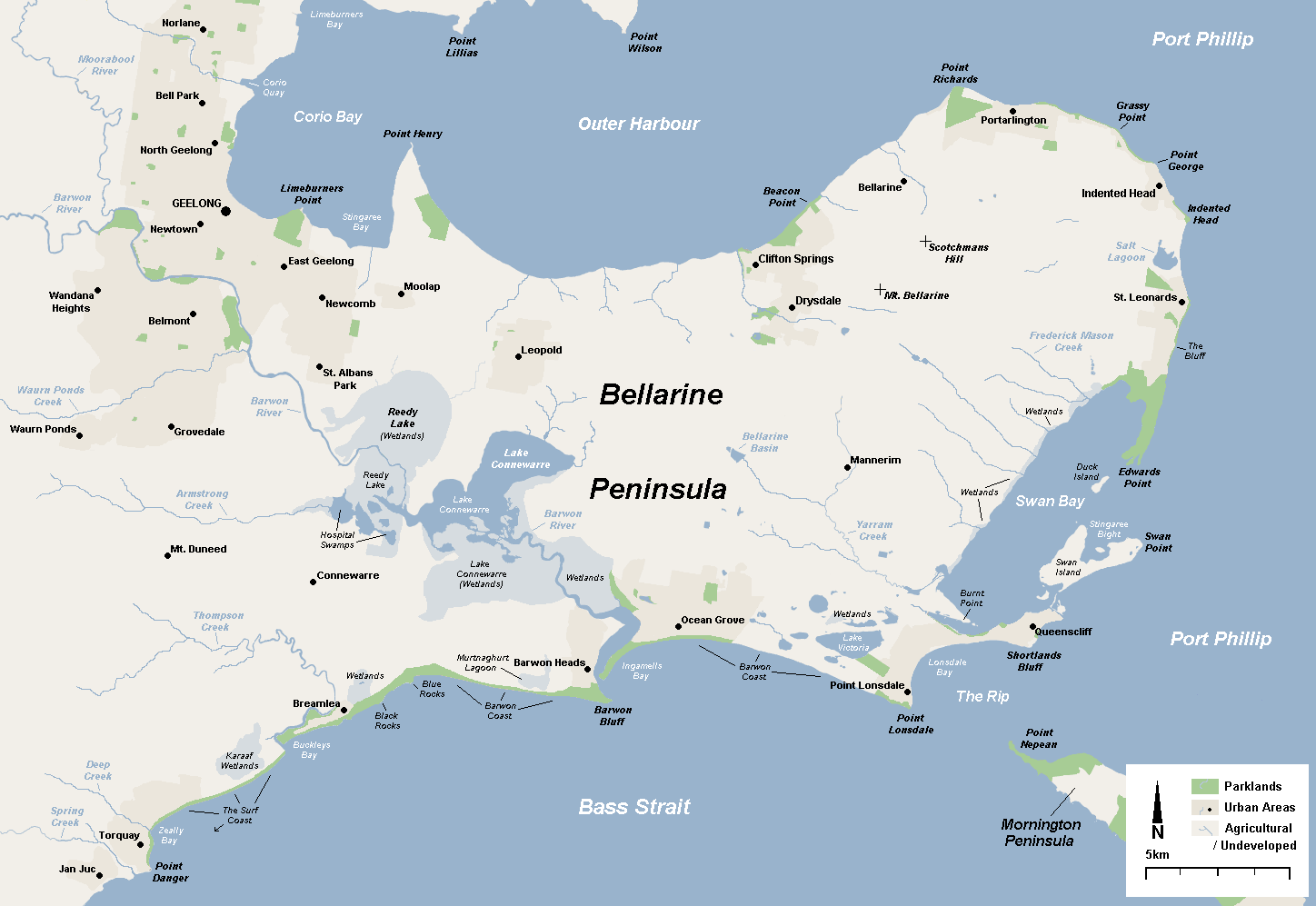
Mapa da península Bellarine.

A península Bellarine é uma península localizada a sudoeste de Melbourne, em Victoria, sudeste da Austrália, cercada por Port Phillip, Corio Bay e estreito de Bass. A península, juntamente com a península de Mornington, separa Port Phillip do estreito de Bass. A própria península foi originalmente ocupada por clãs australianos indígenas da nação Wathaurong, antes do assentamento europeu no início do século XIX. Os primeiros assentamentos europeus foram inicialmente centrados na agricultura de cereais, antes de a área se tornar em popular destino turístico com a maioria dos visitantes a chegar no navio a vapor a Port Phillip no final do século XIX.
Hoje, cerca de 55 mil pessoas vivem na península e ao contrário da península de Mornington, esse número aumenta apenas ligeiramente durante os meses turísticos de pico. No entanto, a península é uma região com turismo crescente e com uma variedade de praias e estâncias balneares e vinícolas; A maior parte da península é parte da cidade de Greater Geelong.